# ژرژ کلود
ژرژ کلود (به فرانسوی: Georges Claude) (زاده ۲۴ سپتامبر ۱۸۷۰ – درگذشته ۲۳ مه ۱۹۶۰) شیمی‌دان، فیزیک‌دان و مهندس فرانسوی و مخترع لامپ نئون بود.

## زندگی‌نامه
ژرژ کلود در سپتامبر ۱۸۷۰ میلادی در پاریس زاده شد. پس از تحصیل در رشتهٔ شیمی به آزمایش روی گازها پرداخت و در سال ۱۹۱۰ موفق به اختراع لامپ نئون گردید که کاربردی گسترده در تابلوهای تبلیغاتی فضای باز و علامت‌ها پیدا کرد.
ژرژ کلود در طول جنگ جهانی دوم حامی دولت ویشی فرانسه بود و به همین دلیل پس از پایان جنگ و آزادسازی فرانسه، به جرم هم‌دستی با آنان از ۱۹۴۵ تا ۱۹۴۹ زندانی شد.
ژرژ کلود در ۲۳ مه ۱۹۶۰ و در سن ۸۹ سالگی در سن-کلود فرانسه درگذشت.